# Distrito electoral federal 7 de Chiapas
El VII Distrito Electoral Federal de Chiapas es uno de los 300 Distritos Electorales en los que se encuentra dividido el territorio de México para la elección de diputados federales y uno de los 13 en los que se divide el estado de Chiapas. Su cabecera es la ciudad de Tonalá.
El Distrito VII se encuentra ubicado en la zona norte del Soconusco o costa del estado de Chiapas y, desde 2017, lo integran nueve municipios: Acacoyagua, Acapetahua, Arriaga, Escuintla, Huixtla, Mapastepec, Pijijiapan, Tonalá y Villa Comaltitlán.

## Distritaciones anteriores
El VII Distrito tuvo representación al Congreso de la Unión entre 1912 a 1930. Fue suprimido hasta 1978 cuando la reforma política de 1977 amplió los distritos de Chiapas de seis a nueve. Ha elegido diputados de forma consecutiva desde 1979, al integrar la L Legislatura.

### Distritación 1978 - 1996
De 1977 a 1996 la integración territorial del Distrito VII estaba formada por los municipios de Huixtla, Acacoyagua, Acapetahua, Amatenango de la Frontera, Bejucal de Ocampo, Escuintla, La Grandeza, Huehuetán, Mazapa de Madero, Mazatán, Motozintla, El Porvenir, Siltepec y Villa Comaltitlán, fungiendo como cabecera la población de Huixtla.

### Distritación 1996 - 2005
En la distribución territorial de los distritos vigente entre 1996 y 2005, el Distrito VII de Chiapas tenía una distribución similar, pero variaban los municipios que lo integraban, siendo en este periodo los de Arriaga, Pijijiapan y Tonalá como hasta ahora, mas los de Cintalapa y Jiquipilas, actualmente integrados en un distrito diferente. La cabecera distrital cambia de Huixtla a Tonalá.

### Distritación 2005 - 2017
Ocupó el territorio de los municipios de Acacoyagua, Acapetahua, Arriaga, Escuintla, Mapastepec, Pijijiapan, Tonalá y Villa Comaltitlán
La distritación de 2017 incorporó el municipio de Huixtla al distrito VII.

## Diputados por el distrito
| Diputado                                                       | Grupo parlamentario | Legislatura   | Periodo     |
| -------------------------------------------------------------- | ------------------- | ------------- | ----------- |
| Virgilio Figueroa                                              |                     | XXVI          | 1912 - 1914 |
| Daniel A. Zepeda                                               |                     | Constituyente | 1916 - 1917 |
| Raúl Gutiérrez Orantes                                         |                     | XXVII         | 1917 - 1918 |
| Luis Espinosa López                                            | PLC                 | XXVIII        | 1918 - 1920 |
| Agustín Castillo                                               |                     | XXIX          | 1920 - 1922 |
| Julio Esponda                                                  |                     | XXX           | 1922 - 1924 |
| Luis Ramírez Corzo                                             |                     | XXXI          | 1924 - 1926 |
| Rafael Cal y Mayor Gurría                                      |                     | XXXII         | 1926 - 1928 |
| Ernesto Constantino Herrera                                    |                     | XXXIII        | 1928 - 1930 |
| El distrito VII es suprimido en 1930. Es restablecido en 1978. |                     |               |             |
| Antonio Cueto Citalán                                          |                     | LI            | 1979 - 1982 |
| Sami David David                                               |                     | LII           | 1982 - 1985 |
| Humberto Andrés Zavala Peña                                    |                     | LIII          | 1985 - 1988 |
| Nefthalí Rojas Hidalgo                                         |                     | LIV           | 1988 - 1991 |
| Jorge Flammarión Montesinos Melgar                             |                     | LV            | 1991 - 1994 |
| Gabriel Aguiar Ortega                                          |                     | LVI           | 1994 - 1997 |
| Juan Óscar Trinidad Palacios                                   |                     | LVII          | 1997 - 2000 |
| Patricia Aguilar García                                        |                     | LVIII         | 2000 - 2003 |
| Francisco Grajales Palacios                                    |                     | LIX           | 2003 - 2006 |
| Fernel Gálvez Rodríguez                                        |                     | LX            | 2006 - 2009 |
| José Manuel Marroquín Toledo                                   |                     | LXI           | 2009 - 2012 |
| Francisco Grajales Palacios                                    |                     | LXII          | 2012 - 2015 |
| Diego Valera Fuentes                                           |                     | LXIII         | 2015 - 2018 |
| Erick Arturo Figueroa Ovando                                   | 2018                | LXIII         |             |
| Miguel Prado de los Santos                                     |                     | LXIV          | 2018 - 2021 |
| Manuel de Jesús Narcia Coutiño                                 |                     | LXV           | 2021 - 2024 |

## Resultados electorales

### 2009
|  | Partido Acción Nacional                        |  | José Manuel Marroquín Toledo    |
|  | Coalición Primero México (PRI, PVEM)           |  | Francisco Grajales Palacios     |
|  | Partido de la Revolución Democrática           |  | Romeo García Cortés             |
|  | Coalición Salvemos a México (PT, Convergencia) |  | Francisco Amadeo Espinosa Ramos |
|  | Partido Nueva Alianza                          |  | Erbin Rizo González             |
|  | Partido Socialdemócrata                        |  | José Carlos Peche Domínguez     |